# Lina Allemano
Lina Allemano (Edmonton, 1973. október 20. –) kanadai dzsessztrombitás.

## Pályafutása
Tízéves korában kezdett trombitálni. Első oktatója édesapja volt, aki a dzsesszt is megismertette vele. Tizenkét éves korában klasszikus órákat is vett. Első klubkoncertje tizenöt éves korában volt. Tanulmányai érdekében 1993-ban Edmontonból Torontoba költözött, ahol rövidesen fel is lépett. Howard Johnsonnal, Don Byronnal, Dave Hollanddal, Mike Murley-vel, Joe Lovanoval is színpadra került.
Dave Douglas meghívta a New York-i Trombitafesztiválra, ahol Ingrid Jensennel együtt lépett fel. A Down Beat ezt írta: „25 trombitás a jövőért: új trombitásgeneráció nyit utat a mai dzsessz eredményeinek”.
2012-ben kvartettjével Európában turnézott. 2014-ben ugyanott Achim Kaufmannal és Christian Weberrel lépett fel.
Napjainkban Berlin és Toronto között ingázik. Izgalmas darabokat komponál, amelyek a komplexitás és az anarchikus szabadság között ingadoznak.
Ő vezeti a Titanium Riot improvizációs együttest is. Több mint 40 albumon szerepel a neve.

## Albumok
- 2021: Island
- 2017: Anchors and Ampersands
- 2009: Sunday In Kyoto
- 2008: Banjo Hockey
- 2007: Merry Christmas! Big Band Memories
- 2003: Jazzstory
- 2002: Highwire
- 2000: Jazz Guy
- 1998: You Are Here
- 1998: Navy Blues: Sloan: Trumpet
- é.n.: Weaver of Dreams
- é.n.: Uprooted
- é.n.: Ninety-Nine Years
- é.n.: Five of Us
- é.n.: Concentric
- é.n.: Christmas Swing Celebration
- é.n.: Bolger Station